# Stefano Apuzzo
Stefano Apuzzo (Napoli, 2 maggio 1966) è un politico, giornalista e scrittore italiano, deputato dei Verdi nell'XI legislatura.

## Biografia
Giornalista e scrittore dal 1995, collaboratore di diverse testate giornalistiche, è laureato in pittura all'Accademia di belle arti di Brera.
È stato anche Presidente Amici della Terra Lombardia, ProAfrica Onlus e Associazione culturale "M'Arte", Portavoce Gaia Onlus, Direttore Associazione Laboratorio Ambiente e EcoRete, rete Ecologica della Lombardia, è stato autore di diversi libri e testi su ambiente, sicurezza alimentare, diritti dei consumatori, animali (Stampa Alternativa, Kaos edizioni, Edizioni Mediterranee, Costa&Nolan, I Libri di Gaia), tra cui Farmakiller, Quattrosberle in padella, Bimbo bio, Foglie di Fico e Anche gli animali vanno in paradiso.
Da giovanissimo ha militato nella Federazione Giovanile Comunista Italiana del PCI. Aderisce fin dalla loro nascita ai Verdi, con i quali nel 1990 viene eletto consigliere comunale a Opera (carica che manterrà fino al 1998). Nel 1992 viene eletto deputato coi Verdi. Da parlamentare ha fatto approvare come promotore due Leggi in difesa dell'ambiente e degli animali: la modifica della'Art. 727 del Codice Penale, con l'inasprimento delle pene per i maltrattamenti e il diritto all'obiezione di coscienza alla sperimentazione animale per gli studenti e le studentesse universitari. Rimane in carica a Montecitorio fino al 1994.
Dal 2004 assessore all'ambiente, cooperazione e protezione civile del comune di Rozzano, occupandosi anche di innovazioni tecnologiche, lavoro, parchi, verde e animali. Dal 2010 è iscritto al PD. Rimane assessore fino al 2019.
Nel 2024 viene candidato da Alleanza Verdi e Sinistra nella circoscrizione nord-occidentale in occasione delle elezioni europee. Il 23 maggio di quell'anno attira l'attenzione del pubblico camminando sul cornicione della facciata di Palazzo Montecitorio per esporre due bandiere palestinesi come segno di vicinanza e solidarietà alla popolazione di Gaza colpita duramente negli scontri con le forze armate israeliane.